# Baishi, Guangxi
Baishi (kinesiska: 白石乡, 白石) är en socken i Kina. Den ligger i den autonoma regionen Guangxi, i den södra delen av landet, omkring 380 kilometer nordost om regionhuvudstaden Nanning. Antalet invånare är 7871. Befolkningen består av 3 848 kvinnor och 4 023 män. Barn under 15 år utgör 17,0 %, vuxna 15-64 år 64 %, och äldre över 65 år 17,0 %.
Genomsnittlig årsnederbörd är 2 325 millimeter. Den regnigaste månaden är juni, med i genomsnitt 414 mm nederbörd, och den torraste är oktober, med 54 mm nederbörd.